# Marjeta Humar
Marjeta Humar, slovenska jezikoslovka, * 11. februar 1946, Kamnik, Slovenija

## Življenje
Rodila se je 11. februarja leta 1946 v Kamniku. Leta 1974 je diplomirala na Filozofski fakulteti v Ljubljani iz primerjalne književnosti in slovenskega jezika ter književnosti. Njen prvi poklic je bilo poučevanje slovenskega jezika na osnovni šoli, med delom pa je še študirala. Leta 1992 je pričela delati na Inštitutu Frana Ramovša ZRC SAZU in že pet let kasneje postala njihova vodja. Leta 1992 je pričela predavati poslovno-uradovalno slovenščino na Višji oziroma Visoki upravni šoli. V letih med 1996 in 2002 je sodelovala pri številnih mednarodnih terminoloških organizacijah, kot je organizacija International Federation of Terminology Centers and Banks. Leta 2013 je zaključila doktorski študij na Filozofski fakulteti Univerze v Mariboru. Delovala je tudi kot članica Jezikovnega razsodišča, sopodpisnica na državni zbor naslovljene zahteve za zakon o javni rabi slovenščine in ustanovitvi urada za slovenski jezik. Bila je tudi članica upravnega odbora Evropske zveze. 
Danes kot upokojena sodelovka inštituta še vedno sodeluje pri več terminoloških slovarjih. 

## Delo in ustvarjanje
Marjeta Humar je pričela sodelovati kot soavtorica najprej pri Slovarju slovenskega knjižnega jezika, leta 1984 pa pri izdelavi Papirniškega terminološkega slovarja. Tri leta kasneje je delo nadaljevala tudi pri izdelavi Besedišča slovenskega jezika in postala njegova urednica. Kot soavtorica je sodelovala tudi pri naslednjih terminoloških slovarjih: papirniški, planinski, gemološki, geografski, gledališki, farmacevtski, tolkalni, urbanistični in vojaški. V sodelovanju s Carlom Muccijem, profesorjem na eni od slovenskih strokovnih šol v Trstu, je izdelala tudi izčrpen slovensko-italijanski slovar elektrotehnike, elektronike in telekomunikacij. Pripravila je knjižno izdajo pravnega terminološkega slovarja in sodelovala pri zasnovi in gradivih za slovar sodobnega slovenskega prava in celo za slovar pravnega izrazja Evropske unije. 
Marjeta Humar ima obsežen seznam ustvarjenih in napisanih del. Je soavtorica več kot 230 jezikovnih razprav, člankov, zapiskov, ki so bili objavljeni v domačih in strokovnih publikacijah. V svojih delih pa je razvijala leksikografske, terminološke teme in temo o javni rabi slovenščine. Junija leta 2013 je pridobila svoj doktorski naziv in izdelala svojo 424 strani obsežno doktorsko disertacijo z nalovom Protipomenskost v slovenskem knjižnem jeziku na primeru terminoloških slovarjev.
Leta 2017 je Urbanistični terminološki slovar, pri katerem je sodelovala tudi Marjeta Humar, dobil priznanje Maks Fabiani. Ustvarjen je bil v sodelovanju Urbanističnega Inštituta RS in Inštituta za slovenski jezik Frana Ramovša ZRC SAZU. Uredniki in glavni avtorji pa so bili Breda Mihelič, Matej Nikšič in Marjeta Humar. 
Marjeta Humar je v intervjuju poudarila, da zelo rada dela na Inštitutu in opravlja razne projekte, kot je na primer izdelovanje slovarjev. Hkrati pa zelo uživa v ohranjanju stikov in v sodelovanju z vrhunskimi strokovnjaki z različnih področij, saj jo to zelo bogati. 